# Pimpinella corymbosa
Pimpinella corymbosa är en flockblommig växtart som beskrevs av Pierre Edmond Boissier. Pimpinella corymbosa ingår i släktet bockrötter, och familjen flockblommiga växter. Inga underarter finns listade i Catalogue of Life.